# Sara Nazarbaeva
Sara Аlpysqyzy Nazarbaeva (in kazako Сара Алпысқызы Назарбаева?), nata Qonaqaeva (in kazako Қонақаева?) (Qzyl-Jar, regione di Karaganda, 12 febbraio 1941) è stata la first lady del Kazakistan dal 1991 al 2019, durante il lungo mandato come presidente di suo marito Nursultan Nazarbaev.

## Biografia

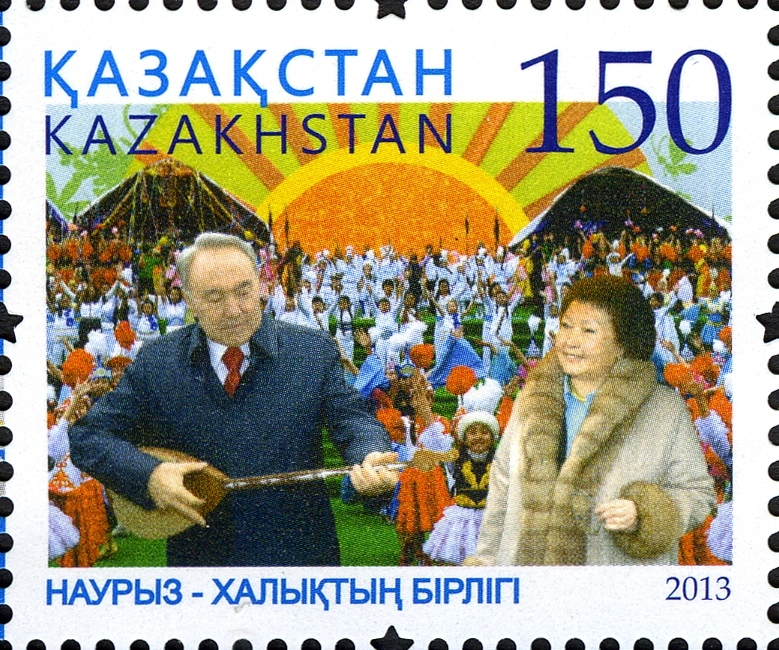
Il presidente Nazarbaev e sua moglie ritratti su un francobollo delle poste kazake nel 2013

Sara Alpsyzy Qonaqaeva nacque l'12 febbraio 1941 nel villaggio di Qzyl-Jar, nel distretto di Būqar Zhyrau della regione di Karaganda, nell'allora Repubblica Socialista Sovietica Kazaka. Rimasta orfana di madre quando aveva solo 5 anni, all'età di 12 anni lasciò la scuola per lavorare in una fabbrica di vestiti, ed in seguito iniziò a lavorare nello stabilimento metallurgico Karaganda a Temirtau, dove conobbe il futuro marito Nursultan Nazarbaev.
Sara Alpsyzy e Nursultan si sposarono il 25 agosto 1962, e da quel momento lei assunse il cognome del marito. Nel 1972 si iscrisse alla facoltà di economia dell'Università industriale statale di Karaganda a Temirtau, da cui si diplomò nel 1976 ricevendo la qualifica di economista.
Il 16 dicembre 1991, con l'elezione del marito a presidente della Repubblica del Kazakistan, divenuta indipendente in seguito della dissoluzione dell'Unione Sovietica, Sara Nazarbaeva è diventata la prima première dame del paese, carica che ha ricoperto fino al 20 marzo 2019. 
Come first lady si è interessata in particolare dell'istruzione e del benessere dei bambini orfani o in difficoltà. Nel 1992 ha creato un fondo di beneficenza chiamato Böbek (traducibile come "bambino" in kazako), di cui è stata presidentessa fin dalla fondazione, per promuovere il miglioramento delle condizioni di vita e delle sviluppo dei bambini e permettere agli orfani di avere una istruzione superiore gratuita. Dal 1994 è presidentessa della filiale kazaka dell'associazione SOS Villaggi dei bambini.
Per il suo lavoro a sostegno dei bambini ha ricevuto nel 1997 il premio della fondazione per la salute delle famiglie Ihsan Doğramacı da parte dell'Organizzazione mondiale della sanità e un riconoscimento da parte dell'UNICEF nel 2002.

## Vita privata
Con il marito Nursultan Nazarbaev ha avuto 3 figlie: Darıga Nazarbaeva, nata il 7 maggio 1963 e che ha intrapreso la carriera politica, Dinara Nazarbaeva, nata il 19 agosto 1968, e Áliıa Nazarbaeva, nata il 3 febbraio 1980, imprenditrici.